# Ecuadoraans voetbalelftal in 1983
Het Ecuadoraans voetbalelftal speelde in totaal zes interlands in het jaar 1983, waaronder vier duels in de strijd om de Copa América. De ploeg stond onder leiding van Ernesto Guerra.

## Balans
| Wedstrijden | Wedstrijden | Wedstrijden | Wedstrijden | Doelpunten | Doelpunten | Doelpunten | Punten |
| Gespeeld    | Winst       | Gelijk      | Verlies     | Voor       | Tegen      | Saldo      | Punten |
| ----------- | ----------- | ----------- | ----------- | ---------- | ---------- | ---------- | ------ |
| 6           | 0           | 4           | 2           | 4          | 10         | –6         | 0.667  |

## Interlands
|                                                    |         |       |          |                                                                                             |
| 26 juli Vriendschappelijk № 130 «onderlinge duels» | Ecuador | 0 – 0 | Colombia | Estadio Olímpico Atahualpa, Quito Toeschouwers: 35.000 Scheidsrechter: Jorge Orellana (ECU) |
| 26 juli Vriendschappelijk № 130 «onderlinge duels» |         |       |          | Estadio Olímpico Atahualpa, Quito Toeschouwers: 35.000 Scheidsrechter: Jorge Orellana (ECU) |

|                                                    |          |       |         |                                                                   |
| 29 juli Vriendschappelijk № 131 «onderlinge duels» | Colombia | 0 – 0 | Ecuador | Estadio El Campín, Bogota Toeschouwers: 15.000 Scheidsrechter: ?? |
| 29 juli Vriendschappelijk № 131 «onderlinge duels» |          |       |         | Estadio El Campín, Bogota Toeschouwers: 15.000 Scheidsrechter: ?? |

| Copa América |
| ------------ |

|                                                           |                                        |       |                                           |                                                                                                   |
| 10 augustus Copa América Groep 2 № 132 «onderlinge duels» | Ecuador                                | 2 – 2 | Argentinië                                | Estadio Olímpico Atahualpa, Quito Toeschouwers: 50.000 Scheidsrechter: Gilberto Aristizábal (COL) |
| 10 augustus Copa América Groep 2 № 132 «onderlinge duels» | Galo Vásquez 68' José Jacinto Vega 79' |       | 40' Jorge Burruchaga 51' Jorge Burruchaga | Estadio Olímpico Atahualpa, Quito Toeschouwers: 50.000 Scheidsrechter: Gilberto Aristizábal (COL) |

|                                                           |         |                      |          |                                                                                              |
| 17 augustus Copa América Groep 2 № 133 «onderlinge duels» | Ecuador | 0 – 1                | Brazilië | Estadio Olímpico Atahualpa, Quito Toeschouwers: 45.000 Scheidsrechter: Alfonso Postigo (PER) |
| 17 augustus Copa América Groep 2 № 133 «onderlinge duels» |         | 14' Roberto Dinamita |          | Estadio Olímpico Atahualpa, Quito Toeschouwers: 45.000 Scheidsrechter: Alfonso Postigo (PER) |

|                                                           |                                                                               |       |         |                                                                                        |
| 1 september Copa América Groep 2 № 134 «onderlinge duels» | Brazilië                                                                      | 5 – 0 | Ecuador | Estádio Serra Dourada, Goiânia Toeschouwers: 35.000 Scheidsrechter: Luis da Rosa (URU) |
| 1 september Copa América Groep 2 № 134 «onderlinge duels» | Renato Gaúcho 12' Roberto Dinamita 46' Roberto Dinamita 55' Éder 58' Tita 60' |       |         | Estádio Serra Dourada, Goiânia Toeschouwers: 35.000 Scheidsrechter: Luis da Rosa (URU) |

|                                                           |                                                |       |                                      |                                                                                             |
| 7 september Copa América Groep 2 № 135 «onderlinge duels» | Argentinië                                     | 2 – 2 | Ecuador                              | Estadio Monumental, Buenos Aires Toeschouwers: 40.000 Scheidsrechter: Juan Cardellino (URU) |
| 7 september Copa América Groep 2 № 135 «onderlinge duels» | Víctor Ramos 50' Jorge Burruchaga 90+2' (pen.) |       | 44' Lupo Quiñónez 90' Hans Maldonado | Estadio Monumental, Buenos Aires Toeschouwers: 40.000 Scheidsrechter: Juan Cardellino (URU) |

## Statistieken
| Carlos Delgado    | 1950-02-07 | El Nacional       | 5 | 0 | 0 | 26 | 0 |
| Israel Rodríguez  | 1960-11-16 | Club Sport Emelec | 1 | 0 | 0 | 1  | 0 |
| Verdediging       |            |                   |   |   |   |    |   |
| Wilson Armas      | 1958-04-02 | El Nacional       | 6 | 0 | 0 | 6  | 0 |
| Orly Klinger      | 1956-10-10 | LDU Portoviejo    | 6 | 0 | 0 | 10 | 1 |
| Hans Maldonado    | 1957-07-25 | El Nacional       | 6 | 0 | 1 | 6  | 1 |
| Orlando Narváez   | 1958-06-26 | El Nacional       | 5 | 0 | 0 | 5  | 0 |
| Tulio Quinteros   | 1963-05-04 | Barcelona SC      | 3 | 0 | 0 | 3  | 0 |
| Alfredo Encalada  | 1957-09-04 | Deportivo Quito   | 2 | 0 | 0 | 2  | 0 |
| Middenveld        |            |                   |   |   |   |    |   |
| José Villafuerte  | 1956-11-07 | El Nacional       | 6 | 0 | 0 | 28 | 2 |
| José Jacinto Vega | 1958-10-28 | El Nacional       | 3 | 0 | 1 | 3  | 1 |
| Luis Granda       | 1955-07-02 | El Nacional       | 3 | 0 | 0 | 21 | 0 |
| Galo Vásquez      | 1957-12-31 | Barcelona SC      | 2 | 2 | 1 | 4  | 1 |
| Fausto Carrera    | 1950-03-12 | CD Universidad    | 2 | 1 | 0 | 20 | ? |
| Bolivar Ruiz      | 1959-04-29 | LDU Quito         | 2 | 0 | 0 | 2  | 0 |
| Aanval            |            |                   |   |   |   |    |   |
| Lupo Quiñónez     | 1957-02-12 | Club Sport Emelec | 5 | 1 | 1 | 11 | 2 |
| Mario Tenorio     | 1957-08-21 | Deportivo Cuenca  | 5 | 0 | 0 | 17 | 0 |
| Carlos Gorozabel  | 1956-10-08 | LDU Quito         | 3 | 0 | 0 | 3  | 0 |
| Jorge Vinicio Ron | 1958-02-06 | El Nacional       | 1 | 1 | 0 |    |   |
| Gabriel Cantos    | 1957-01-22 | LDU Portoviejo    | 1 | 0 | 0 | 1  | 0 |
| Hamilton Cuvi     | 1960-05-08 | Club 9 de Octubre | 0 | 2 | 0 | 2  | 0 |

FEF · A-internationals · Bondscoaches · Selecties · Statistieken · Ecuadoraans vrouwenelftal · Olympisch elftal · Ecuador U21 · Ecuador U20 · Ecuador U18 · Ecuador U17
1938 – 1949 ·
1950 – 1959 ·
1960 – 1969 ·
1970 – 1979 ·
1980 – 1989 ·
1990 – 1999 ·
2000 – 2009 ·
2010 – 2019 ·
2020 − 2029
WK 2002 · 
WK 2006 · 
WK 2014
1938 · 
1939 · 
1940 · 
1941 · 
1942 · 
1943 · 1944 · 
1945 · 
1946 · 
1947 · 
1948 · 
1949 · 
1950 · 1951 · 1952 · 
1953 · 
1954 · 
1955 · 
1956 · 
1957 · 
1958 · 
1959 · 
1960 · 
1961 · 1962 · 
1963 · 
1964 · 
1965 · 
1966 · 
1967 · 1968 · 
1969 · 
1970 · 
1971 · 
1972 · 
1973 · 
1974 · 
1975 · 
1976 · 
1977 · 
1978 · 
1979 · 
1980 · 
1981 · 
1982 · 
1983 · 
1984 · 
1985 · 
1986 · 
1987 · 
1988 · 
1989 · 
1990 · 
1991 · 
1992 · 
1993 · 
1994 · 
1995 · 
1996 · 
1997 · 
1998 · 
1999 · 
2000 · 
2001 · 
2002 · 
2003 · 
2004 · 
2005 · 
2006 · 
2007 · 
2008 · 
2009 · 
2010 · 
2011 · 
2012 · 
2013 · 
2014 · 
2015 · 
2016 · 
2017 ·
2018 ·
2019 ·
2020 ·
2021 ·
2022
Argentinië ·
Armenië ·
Australië ·
Bolivia · 
Brazilië ·
Bulgarije ·
Canada ·
Chili ·
Colombia ·
Costa Rica ·
Cuba ·
Denemarken ·
DDR ·
Duitsland ·
El Salvador ·
Engeland ·
Estland ·
Finland ·
Frankrijk ·
Griekenland ·
Guatemala ·
Haïti ·
Honduras ·
Ierland ·
Irak ·
Iran ·
Italië ·
Jamaica ·
Japan ·
Joegoslavië ·
Jordanië ·
Kaapverdië ·
Koeweit ·
Kroatië · 
Libanon ·
Mexico ·
Nederland ·
Nigeria ·
Noord-Macedonië ·
Oeganda ·
Oman ·
Panama ·
Paraguay ·
Peru ·
Polen ·
Portugal ·
Qatar ·
Roemenië ·
Saoedi-Arabië ·
Schotland ·
Senegal ·
Spanje ·
Trinidad en Tobago ·
Turkije · 
Uruguay ·
Venezuela ·
Verenigde Staten ·
Wit-Rusland ·
Zambia ·
Zuid-Afrika ·
Zuid-Korea ·
Zweden ·
Zwitserland
Costa Rica (2006) · 
Duitsland (2006) · 
Engeland (2006) · 
Frankrijk (2014) · 
Honduras (2014) · 
Nederland (2022) · 
Polen (2006) · 
Qatar (2022) · 
Zwitserland (2014)